# Рязанцев, Василий Иванович
Васи́лий Ива́нович Ряза́нцев (1800 или под другим источникам 13 февраля 1803 — умер в ночь с 28-го на 29-е июня 1831) — русский комик. Получил образование в Московском театральном училище и после удачного дебюта в «Комедии ошибок» принят на Петербургскую императорскую сцену. Не изучив глубоко искусства и не получив большого образования, Рязанцев как-то инстинктивно умел схватывать тип и верно изображал характеры. Это качество его сближало с другим прославленным артистом — московским В. И. Живокини. Рязанцев играл преимущественно в водевилях (в «Хлопотуне» Писарева, в «Бенефицианте» кн. Шаховского, Я. Д. Шумский («Актёры между собой, или Первый дебют актрисы Т. М. Троепольской» Хмельницкого), гусар Брант («Суженого конём не объедешь» Н. И. Хмельницкого), Антонио («Женитьба Фигаро» П. Бомарше) и др.). Одного появления Рязанцева на сцене было достаточно, чтобы возбудить в зрителях невольный смех.
Первый исполнитель роли Фамусова («Горе от ума») в Александринском театре 26 января 1831 г.
Умер от холеры.
См. С. Аксаков, «Литературные и театральные воспоминания», «Сев. пчела» (1831, № 207); «Иллюстрированная газета» (1867, № 18); «Русская старина» (1880, т. XXIX: отношения к И. Сосницкому). Похоронен на Смоленском кладбище, на холерном участке.

Информации об актёре сохранилось мало, да и то, что дошло, весьма спорно. Большая биографическая энциклопедия рассказывает:
В 1823 г. в Москву приехала на гастроли оперная певица Сандунова. Она выбрала для первого спектакля оперу «Cosa Rara»; но ей недоставало артиста на роль Тита. Она сама отправилась в театральную школу, испытывала там голоса воспитанников и осталась видимо недовольна, пока наконец разборчивая артистка не обратилась к Рязанцеву, которого она перебила на первых же нотах, сказав: «Вот мой Тит; лучшего мне не надобно». И здесь уже, не имея протекции, столь всевластной в театральном мире, Рязанцев мог заявить себя во всем блеске; долгое ожидание было вознаграждено самым несомненным успехом. … Товарищ его П. А. Каратыгин (брат знаменитого трагика и также весьма даровитый актер) в своих «Записках» так говорит о нем: «В 1828 году перешел с Московской сцены на Петербургскую актер Рязанцев и с первых же своих дебютов сделался любимцем публики. Это был, действительно, замечательный комик. Он был небольшого роста, толстенький, кругленький, краснощекий, с лицом, полным жизни, с большими черными выразительными глазами; всегда весел и натурален, всегда действовал он на зрителей. Такой непринужденной веселости и простоты не встречал я ни у кого из своих товарищей в продолжение моей службы. При появлении его на сцену, у всех невольно появлялась улыбка, и комизм его возбуждал в зрителях единодушный смех». Рязанцев, как и в Москве, продолжал играть в комедиях, операх, водевилях, занимал самые разнообразные, но непременно комические амплуа. К сожалению, он иногда относился к своим обязанностям до такой степени небрежно, что иногда совершенно не знал роли. П. А. Каратыгин рассказывает забавный случай, как Рязанцев однажды на репетиции взбесил своим отношением к делу инспектора драматической труппы Храповицкого, который поспешил довести об этом до сведения Директора театров, князя Гагарина, и просил последнего присутствовать на спектакле. Не ожидая такой энергичной меры, Рязанцев вечером прибыл на спектакль неприготовленный; как вдруг он узнает, что князь Гагарин в театре. Ему ничего не оставалось больше, как заставить суфлера как можно проворнее прочитать роль, пока сам Рязанцев одевался и гримировался. И что же? «Лишь только он вышел на сцену», — рассказывает Каратыгин, — «публика оживилась, симпатичность его вступила в свои права, — и дело пошло на лад; он играл молодцом, весело, живо, с энергией, не запнулся ни в одном слове. Публика была совершенно довольна, смеялась от души, вызвала его и других артистов, и комедия удалась вполне».

После его кончины большинство его ролей стал исполнять актер Николай Осипович Дюр.